# Kia Concord
La Kia Concord (o anche Kia Capital) è un'autovettura prodotta dalla Kia Motors dal 1986 al 1997.

## Caratteristiche
La Concord era costruita originariamente sulla piattaforma della terza serie della Mazda 626 e fu commercializzata dal 1987 sui vari mercati, e dal 1989 anche con il nome Capital, venendo così a collocarsi tra il segmento C e il segmento D. Nel corso degli anni subì vari aggiornamenti nelle motorizzazioni e nel '91 e nel '94 ne subì 2 che riguardavano l'estetica. La commercializzazione della Concord terminò nel 1995 e al suo posto fu introdotta la Kia Clarus/Credos, quella della Capital nel 1996 per far posto alla Kia Sephia, in commercio già dal 1992.